# Trent Boult
Trent Alexander Boult (* 22. Juli 1989 in Rotorua, Neuseeland) ist ein neuseeländischer Cricketspieler der seit 2011 für die neuseeländische Nationalmannschaft spielt.

## Kindheit und Ausbildung
Aufgewachsen in der Region Bay of Plenty widmete er sich, ebenso wie sein Bruder Jono Boult in ihrer Jugend dem Cricket. Mit 17 Jahren wurde er als national schnellster Bowler der Sekundarschulen ausgezeichnet und wurde ein Jahr später in die U19-Nationalmannschaft aufgenommen. Für die nahm er an der ICC U19-Cricket-Weltmeisterschaft 2008 teil und konnte dort unter anderem gegen Malaysia 7 Wickets für 20 Runs erzielen.

## Aktive Karriere

### Schwieriger Aufstieg in die Nationalmannschaft
Sein First-Class-Debüt gab er im Jahr 2007, als er mit der neuseeländischen A-Nationalmannschaft nach Indien reiste. Ab 2008/09 spielt er dann für die Northern Districts im neuseeländischen nationalen Cricket. Erstmals auf eine Tour im Rahmen des Nationalteams wurde er im Januar 2009 berufen, als der in Australien ein Aufwärmspiel bestritt. Dabei erzielte er Geschwindigkeiten von über 140 km/h, jedoch fand er keinen Weg ins Team für die eigentliche Tour. Daraufhin zog er sich eine Stressfraktur im Rücken zu, die ihn für das verbliebene Jahr 2009 und auch im Folgejahr nicht erlaubte zu spielen. Als Grund für die Verletzung wurde unter anderem sein experimentieren mit seinem Bowling-Stil angesehen und so half ihm der ehemalige Nationalspieler Shane Bond wieder auf eine gewohnte Bowling-Technik umzustellen.
Zurück beim Cricket erhielt er dann im Dezember 2011 bei der Tour in Australien seine Chance im Nationalteam. Nachdem sich Daniel Vettori verletzt hatte, kam er beim zweiten Test ins Team und erzielte 3 Wickets für 29 Runs. Sein erstes ODI absolvierte er im Sommer 2012 bei der Tour in den West Indies. In der zugehörigen Test-Serie erzielte er 3 Wickets für 58, ebenso wie er bei der folgenden Tour in Indien in der Test-Swre 3 Wickets für 93 Runs erreichte. Im zweiten Test der Tour in Sri Lanka zu Beginn der Saison 2012/13 erzielte er insgesamt 7 Wickets (4/43 und 4/33). Sein erstes Twenty20 absolvierte er bei der Tour gegen England, wobei er in der Test-Serie mit 6 Wickets für 68 Runs sein erstes Five-for erzielte.

### Aufstieg zum wichtigen Spieler in allen drei Formaten
Während er zum wichtigsten Bowler für Neuseeland im Test-Cricket aufstieg wurden seine Leistungen in den kurzen Formaten als kritisch gesehen, auch weil er dort den Ball weniger in Bewegung brachte. Bei der Tour in England im Mai 2013 konnte er mit 5 Wickets für 57 Runs im zweiten Test ein weiteres Five-for erzielen. Im Dezember 2013 kamen dann die West Indies nach Neuseeland. Hier konnte er im ersten Test 3 Wickets für 40 Runs, und im zweiten mit 6 Wickets für 40 Runs und 4 Wickets für 40 Runs sein erstes Ten-for erreichen. For letzteres wurde er als Spieler des Spiels ausgezeichnet. Im letzten test fügte er noch einmal 4 Wickets für 23 Runs hinzu. Seine erste Weltmeisterschaft absolvierte er beim ICC World Twenty20 2014 und erreichte dort gegen Sri Lanka 3 Wickets für 20 Runs.
Nachdem er im Sommer 2014 zwei Mal 3 Wickets (3/75 und 3/48) in den West Indies erreicht hatte, konnte er zu Beginn der Saison 2014/15 im zweiten Test gegen Pakistan 4 Wickets für 38 Runs erzielen. In der nachfolgenden Tour gegen Sri Lanka gelangen ihm 7 Wickets (3/25 und 4/100) im ersten Test. Im Vorlauf zur Weltmeisterschaft spielte er auch in den ODIs der Tour und erreichte dort im fünften Spiel der Serie 4 Wickets für 44 Runs. Seinen Durchbruch im ODI-Cricket erzielte er dann beim Cricket World Cup 2015. Hier gelangen ihm in der Vorrunde gegen Australien 5 Wickets für 27 Runs, wofür er als Spieler des Spiels ausgezeichnet wurde. Im folgenden Spiel gegen Afghanistan erreichte er dann 3 Wickets für 34 Runs. Im Viertelfinale konnte er dann gegen die West Indies noch einmal 4 Wickets für 44 Runs hinzufügen, bevor das Team im Finale gegen Australien unterlag. Diese Leistung brachte ihm einen Vertrag in der Indian Premier League 2015 bei den Sunrisers Hyderabad.

### Konstanz auf hohem Niveau
Die erste Tour nach der Weltmeisterschaft führte ihn und das Team nach England. Im ersten Test der Serie gelangen im dann 9 Wickets (4/79 und 5/85). Im ersten ODI der Tour erreichte er dann 4 Wickets für 55 Runs. Im November 2015 erreichte er ein Five-for (5/60) im ritten Test gegen Australien. Zu Beginn des Jahres 2016 erzielte er gegen Sri Lanka in der ODI- (3/43) und Twenty20-Serie (3/21) jeweils 3 Wickets. In den ODIs gegen Pakistan erreichte der dann 4 Wickets für 40 Runs und gegen Australien 3 Wickets für 38 Runs. Für den ICC World Twenty20 2016 wurde er zwar nominiert, kam dort dann jedoch nicht zum Einsatz, weil man sich auf die Spinner im Team verließ. Im Saison 2016 erreichte er im Test-Cricket 4 Wickets für 52 Runs in Simbabwe und 3 Wickets für 52 Runs in Südafrika. Zu Beginn der Saison 2016/17 folgen in Indien zwei Mal 3 Wickets (3/67 und 3/38) und ein Mal (3/37) gegen Pakistan. Im Dezember erzielte er dann in der ODI-Serie in Australien 3 Wickets für 49 Runs. Daraufhin kam Bangladesch nach Neuseeland und Boult erzielte nach 3 Wickets für 53 Runs im ersten test 7 Wickets (4/87 und 3/52) im zweiten. In der ODI-Serie gegen Australien gelangen ihm dann im dritten ODI 6 Wickets für 33 Runs, wofür er als Spieler des Spiels ausgezeichnet wurde und den Serien-Sieg sicherstellte. Die Saison beendete er gegen Südafrika mit 4 Wickets (4/64) in den Tests und 3 Wickets (3/63) in den ODIs.
Bei der ICC Champions Trophy 2017 konnte er nicht überzeugen. Die Saison 2017/18 begann er mit dem Team in Indien, wo er 4 Wickets für 35 Runs im ersten ODI und 4 Wickets für 34 Runs im zweiten Twenty20 erreichte. Im Dezember kamen dann die West Indies nach Neuseeland und nachdem er 4 Wickets für 73 Runs im zweiten test erreichte, gelangen ihm im zweiten ODI 7 Wickets für 34 Runs. Nachdem er im letzten Spiel der Serie 3 Wickets für 18 Runs erreicht hatte, wurde er als Spieler der Serie ausgezeichnet. Kurz darauf gelangen ihm in der ODI-Serie gegen Pakistan 5 Wickets für 17 Runs. Bei einem Twenty20-Drei-Nationen-Turnier im Februar 2018 erzielte er gegen England 3 Wickets für 50 Runs. In der anschließenden Test-Serie gegen England erreichte er im ersten Spiel 9 Wickets (6/32 und 3/67) und wurde dafür als Spieler des Spiels ausgezeichnet. Mit 4 Wickets für 87 Runs im zweiten test wurde er aus Spieler der Serie ausgezeichnet.

### Knappe Niederlage beim Cricket World Cup
Im November 2018 reiste er mit dem Team in die Vereinigten Arabischen Emirate um gegen Pakistan eine Tour zu absolvieren. Hier gelangen ihm 4 Wickets für 54 Runs im ersten Test und 3 Wickets für 54 Runs im ersten ODI. Im letzteren erzielte er die Wickets in einem Hattrick, als er Fakhar Zaman, Babar Azam und Mohammad Hafeez in drei aufeinanderfolgenden Bällen ausscheiden ließ, wofür er als Spieler des Spiels ausgezeichnet wurde. Daraufhin kam Sri Lanka nach Neuseeland und im zweiten Test gelangen ihm 9 Wickets (6/30 und 3/77). Daraufhin folgte Indien als Gegner und Boult erreichte 5 Wickets für 21 Runs im vierten und 3 Wickets für 39 Runs im fünften ODI. Im Februar traf er mit dem Team dann auf Bangladesch, wobei er in den Tests im ersten Spiel 5 Wickets für 124 Runs erreichte und im zweiten 7 Wickets (3/38 und 4/52). Im ersten ODI konnte er dann noch einmal 3 Wickets für 40 Runs hinzufügen.
Im Sommer folgte dann der Cricket World Cup 2019. Hier gelangen ihm in der Vorrunde gegen die West Indies 4 Wickets für 30 Runs und gegen Australien 4 Wickets für 51 Runs. Damit hatte er einen wichtigen Anteil für die Qualifikation für die Playoffs. Neuseeland verlor letztendlich nur knapp das Finale, als Boult als Bowler im Super Over nur ein Unentschieden erreichte. Nach der Weltmeisterschaft erzielte er im zweiten test der Serie in Sri Lanka 3 Wickets für 75 Runs. Im Februar 2020 gelangen ihm gegen Indien in der Test Serie zwei Mal 4 Wickets (4/39 und 4/28).

### Weltmeister im Test-Cricket und Vertragsauflösung
Nachdem die COVID-19-Pandemie den Kalender ausdünnte traf er im Dezember 2020 auf die West Indies. In der Test-Serie erzielte er im ersten Test 5 Wickets für 30 Runs und im zweiten 8 Wickets (5/34 und 3/96). In der darauf folgenden Tour gegen Pakistan gelangen ihm 3 Wickets für 43 Runs im zweiten Test. Im März 2021 erzielte er im ersten ODI gegen Bangladesch 4 Wickets für 27 Runs. Im Sommer 2021 reiste er mit dem Team nach England. Dort erzielte er zunächst in der Test-Serie 4 Wickets für 85 Runs. Daraufhin folgte das Finale der ICC World Test Championship 2019–2021 und Boult trug dort beim Sieg gegen Indien im zweiten Innings 3 Wickets für 39 Runs bei. Beim ICC Men’s T20 World Cup 2021 im Herbst des Jahres konnte er gegen Indien 3 Wickets für 20 Runs und gegen Afghanistan 3 Wickets für 17 Runs in der Vorrunde erzielen.
Im Januar 2022 erzielte er gegen Bangladesch 4 Wickets für 85 Runs im ersten Test und 5 Wickets für 43 Runs im zweiten. Im Saison 2022 erzielte er in England im ersten Test 3 Wickets für 21 Runs, im zweiten 8 Wickets (5/106 und 4/94) und im dritten 4 Wickets für 104 Runs. Im August 2022 bat er dann den neuseeländischen Verband ihm aus seinem zentralen Vertrag zu entlassen, was er mit familiären Gründen begründete. Dies erlaubte es ihm freier zu entscheiden welche Touren und nationalen Ligen er bestritt. In der ODI-Serie gegen die West Indies erzielte er kurz darauf zwei Mal drei Wickets (3/18 und 3/53) und gegen Australien zwei Mal vier Wickets (4/40 und 4/38). Er wurde daraufhin für den ICC Men’s T20 World Cup 2022 nominiert, bei dem er gegen Sri Lanka 4 Wickets für 13 Runs erreichte.

### Bis heute
Im September 2023 kam er zurück ins ODI-Team und erzielte in England ein Mal drei (3/37) und ein Mal fünf Wickets (5/51). Er wurde daraufhin für den Cricket World Cup 2023 nominiert, wo ihm gegen Australien (3/77) und Sri Lanka (3/37) je drei Wickets gelangen.

## Privates
Boult ist verheiratet und hat drei Kinder.